# Uppsala megye
Uppsala megye (Uppsala län) Közép-Svédország egyik megyéje. Szomszédai Stockholm, Gävleborg és Västmanland megyék, valamint a Balti-tenger.

## Tartomány
A megye határai ugyanazok, mint a történelmi Uppland tartomány határai.

## Címer
A megye címere ugyanaz, mint a tartomány címere. Ha a korona is rajta van, akkor a Megye Adminisztrációs Bizottságát jelöli.

## Népesség
| Lakosok száma | 346 980 | 368 971 | 376 354 | 383 713 | 388 394 | 395 026 | 400 682 | 404 589 | 407 406 |
|               | 2014    | 2017    | 2018    | 2019    | 2020    | 2021    | 2022    | 2023    | 2024    |

## Külső hivatkozások
- Uppsala megye adminiszációja
- Uppsala megye